# 中京商対明石中延長25回

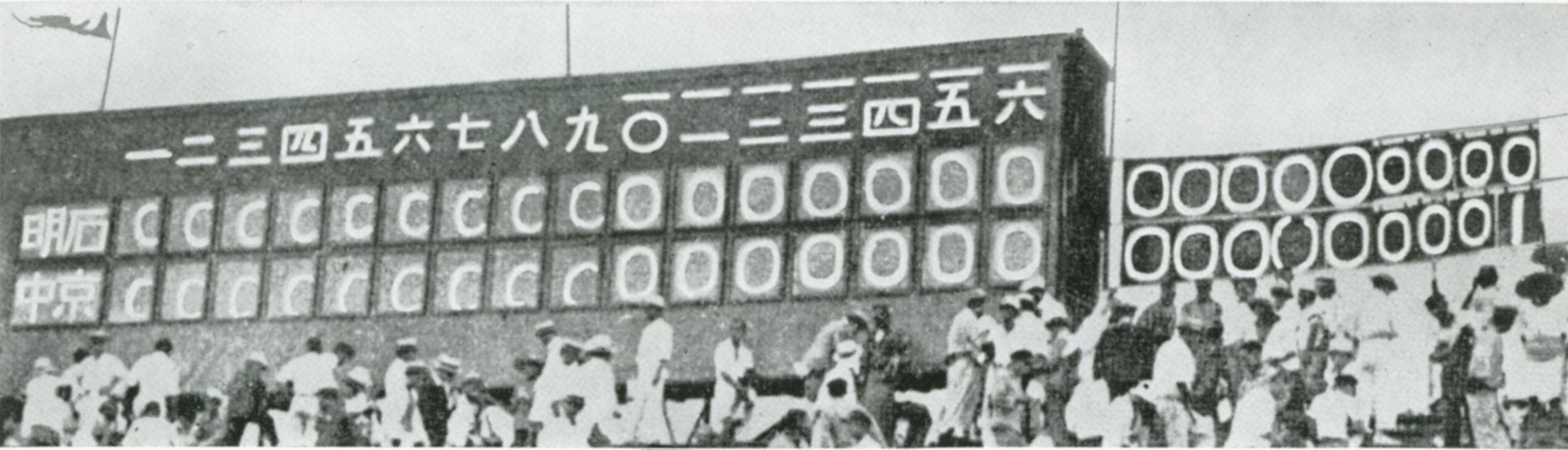
スコアボード

中京商対明石中延長25回（ちゅうきょうしょう たい あかしちゅう えんちょう25かい）とは、1933年（昭和8年）8月19日に甲子園球場で行われた、第19回全国中等学校優勝野球大会の準決勝第2試合の東海代表・中京商業学校（愛知県、現・中京大学附属中京高等学校）対兵庫代表・兵庫県立明石中学校（兵庫県、現・兵庫県立明石高等学校）の試合を指す。延長25回による決着は、県予選、春・夏の大会を通じて高校野球史上最長記録である。1958年の第40回大会から「延長18回引き分け再試合規定」のルールが制定されたため、不滅の記録となっていたが、2018年よりタイブレーク制度が導入されたため、ルール上は更新することが再び可能となった。

## 試合前の状況
中京商は、この大会に史上初の3連覇がかかっていた。3年連続でエースを務める吉田正男を中心として、捕手に野口明を擁するなど、まとまった戦力を有していた。吉田は1回戦の善隣商戦でノーヒットノーランを達成するなど好調であったが、続く2回戦の浪華商戦で負傷し、左瞼を3針縫う事態に見舞われた。ただしこの試合を続投し、準々決勝で藤村富美男がいた大正中を退け、準決勝に進出してきた。
一方、明石中には剛球投手として名高い楠本保がいた。楠本は前回大会で4試合36イニングを投げて被安打9、奪三振64、与四球8、失点3というすばらしい記録を樹立し、本大会でも3試合24イニングで奪三振38、失点0、2回戦水戸商戦では中田武雄との継投でノーヒットノーラン達成という驚異的な力を発揮していた。
楠本は本年春の選抜大会準決勝において中京商を1-0、3安打完封に抑えており、中京商にとっては3連覇達成の前に大きく厚い明石中という壁が立ちはだかっていた。

## 試合開始まで
中京商は、当時としては洗練された、合理的な準備をして試合に臨んだ。例えば試合直前の昼食は、中京商の選手がカツカレーを食べてスタミナをつけていたのに対し、明石中は重湯と卵2個だけ。試合中も中京商がレモンをかじってエネルギー補給していたのとは対照的に、明石中は砂糖水を飲んでいたという。
先発は中京商吉田、明石中は中田であった。中田先発についての反響は大きく、当時のマスコミも「中京は不死身の吉田、明石は意外や楠本を右翼に退けて……」と表現している。実は、楠本は脚気の兆しがあり体調不良だったらしく、さらには腋の下のあせもをこじらせて化膿して出血しており、本大会予選から中田との継投が多かった。
また中田が楠本からの継投でノーヒットノーランを達成したり、準々決勝の横浜商戦で3イニングに7三振を奪ったのが明石中に決断させたのであろう。いずれにしろ前夜のうちに先発中田は決まっていたという。
中田の先発に最も驚いたのは中京商ナイン。先発は楠本以外想定しておらず、この年のセンバツで楠本の前に0-1、3安打完封で敗れて以来「打倒楠本」を合言葉に、投手を前に立たせて速球を打つ練習していたからである。事実中京商・大野木は「『ナカタ』って誰だ?」と驚いたという。
ただし明石中の嘉藤二塁手は「選手に驚きはなかった。楠本さんの体調が悪かった。それに中田の調子が抜群に良かったから我々は大丈夫だと思っていた」。加えて「楠本さんの脚もあるが、事前の偵察で中京商が速球の練習を繰り返していたので、その意表を突く狙いもあったのではないか。」と語っている。

## 試合経過
8月19日午後1時10分に試合開始となった。
両投手力投のうちに回は進み、9回表終了の時点で安打は中京商が0、明石中も1本(5回表峯本の中前安打)だけであった。
9回裏、中京商は吉田の遊内野安打。杉浦の三塁前犠打が三塁の失策を誘い、無死2・3塁と絶好機を迎える。明石中は田中を敬遠して満塁策。神谷の打球は快音を残すがピッチャーライナー、飛び出していた三塁走者・吉田は帰塁できず併殺、続く岡田も三塁ゴロで延長戦に入った。このとき、無死満塁となった時点で中田と福島は「もう負けたね」と語りあっていた。直後の投直併殺も中田は「捕ったんじゃない。ボールを投げ終わった途端、また自分のグラブに入ってきたんであわてて三塁にほうったんだ。」と語ったという。
14回表、明石中は2死から内野安打で出塁した永尾が吉田の暴投により二進。嘉藤が四球の後、永尾は三盗に成功したがオーバーラン、三本間で狭殺。
15回表、明石中は2死から峯本と山田の連続安打と横内の四球で満塁と攻めたが、楠本が三振。15、16回頃からはスタンドの観衆が静まり返り、ただ試合の行方をじっと見守っている状態になった。
17回裏、中京商は2死1塁から、田中がようやくこの試合チーム2本目の中前打を放つも神谷中飛。
21回表、明石中は先頭の横内が右前安打と暴投で無死二塁。しかし続く楠本の一塁線犠打が吉田の好判断で三塁刺殺。遊ゴロで出塁（楠本は二塁封殺）した中田が二盗し、2死2塁とするも永尾二ゴロ。
21回裏、中京商は野口の右前安打を鬼頭が投前犠打。大野木の二ゴロの間に野口は三進、2死3塁となるが福谷三ゴロ。
22回裏、中京商は1死から左前ヒットで出塁した杉浦が二盗、捕手からの送球を二塁手が後逸する間に三塁を狙うもアウト。田中三振。
23回裏、中京商は2死から野口が二内野安打、鬼頭右前安打。大野木三ゴロ野選で満塁とするが、福谷三振。
24回裏、中京商は吉田死球、杉浦投前犠打、田中遊ゴロ間に吉田三進して2死3塁とするが、神谷遊ゴロ。
25回裏、中京商は先頭の前田が四球、野口の三塁前へ犠打を永尾と中田が譲り合ってバント安打となり、無死1・2塁。さらに鬼頭の投前犠打が三封を狙った中田の野選を誘って無死満塁。当然、ホーム封殺以外のプレーは許されないので、明石中の内野はバックホームに備えて前進守備。打順は1番大野木。2ストライクから放った当たりは二ゴロ。二塁手の嘉藤が捕球するも、その際に三塁ランナーの前田がすでにホーム直前にいたのを見て「間に合わないかも知れない」と焦り、握り損ねのままあわてて本塁へ送球、フォースプレーになるのでタイミングはアウトだったが送球が一塁側高めに大きくそれ、福島捕手がジャンプして捕球する間に前田がヘッドスライディングでホームイン、ついにサヨナラ勝ちとなった。記録は二塁手・嘉藤のエラーであった（よって打点は付かず）。
時に午後6時5分。試合時間は4時間55分（大会最長試合記録・2013年現在）。投球数は吉田336球、中田247球で両者完投であった。試合終了時、スタンドの観衆はそのとき総立ちとなり、帽子や座布団が乱れるように舞ったといわれる。

## 試合結果
|        | 1 | 2 | 3 | 4 | 5 | 6 | 7 | 8 | 9 | 10 | 11 | 12 | 13 | 14 | 15 | 16 | 17 | 18 | 19 | 20 | 21 | 22 | 23 | 24 | 25 | R | H | E |
| ------ | - | - | - | - | - | - | - | - | - | -- | -- | -- | -- | -- | -- | -- | -- | -- | -- | -- | -- | -- | -- | -- | -- | - | - | - |
| 明石中 | 0 | 0 | 0 | 0 | 0 | 0 | 0 | 0 | 0 | 0  | 0  | 0  | 0  | 0  | 0  | 0  | 0  | 0  | 0  | 0  | 0  | 0  | 0  | 0  | 0  | 0 | 8 | 7 |
| 中京商 | 0 | 0 | 0 | 0 | 0 | 0 | 0 | 0 | 0 | 0  | 0  | 0  | 0  | 0  | 0  | 0  | 0  | 0  | 0  | 0  | 0  | 0  | 0  | 0  | 1x | 1 | 7 | 0 |

1. （明）：中田 - 福島
2. （中）：吉田 - 野口
3. 審判
［球審］水上
［塁審］浜井・富永・伊藤
4. 試合時間：4時間55分

### 明石中選手成績
| 打順 | 位置 | 氏名       | 学年 | 打数 | 得点 | 安打 | 打点 | 犠打 | 三振 | 四死球 | 盗塁 | 失策 |
| ---- | ---- | ---------- | ---- | ---- | ---- | ---- | ---- | ---- | ---- | ------ | ---- | ---- |
| 1    | 中   | 山田勝三郎 | 5年  | 9    | 0    | 2    | 0    | 0    | 2    | 1      | 0    | 0    |
| 2    | 一   | 横内明     | 3年  | 8    | 0    | 2    | 0    | 0    | 0    | 2      | 0    | 1    |
| 3    | 右   | 楠本保     | 5年  | 9    | 0    | 0    | 0    | 0    | 1    | 1      | 0    | 0    |
| 4    | 投   | 中田武雄   | 4年  | 7    | 0    | 0    | 0    | 0    | 1    | 3      | 2    | 0    |
| 5    | 三   | 松下繁二   | 3年  | 1    | 0    | 0    | 0    | 0    | 0    | 1      | 0    | 1    |
| 5    | 三   | 永尾正巳   | 3年  | 7    | 0    | 1    | 0    | 0    | 3    | 1      | 1    | 2    |
| 6    | 二   | 嘉藤栄吉   | 3年  | 9    | 0    | 0    | 0    | 0    | 3    | 1      | 0    | 1    |
| 7    | 左   | 田口重雄   | 4年  | 3    | 0    | 0    | 0    | 0    | 1    | 0      | 0    | 1    |
| 7    | 左   | 深瀬正     | 4年  | 7    | 0    | 0    | 0    | 0    | 3    | 0      | 0    | 0    |
| 8    | 捕   | 福島安治   | 3年  | 10   | 0    | 0    | 0    | 0    | 3    | 0      | 0    | 0    |
| 9    | 遊   | 峯本三一   | 5年  | 10   | 0    | 3    | 0    | 0    | 2    | 0      | 0    | 1    |
| 計   | 計   | 計         | 計   | 80   | 0    | 8    | 0    | 0    | 19   | 10     | 3    | 7    |

- 選手交代
  - 三：松下-永尾（4回裏）
  - 左：田口-深瀬（7回裏）
- 野選：永尾（23回裏）、中田（25回裏）
- 併殺：4（峯本-横内2：8回裏・10回裏、中田-永尾：9回裏、中田-横内：16回裏）
- 残塁：15

### 中京商選手成績
| 打順 | 位置 | 氏名       | 学年 | 打数 | 得点 | 安打 | 打点 | 犠打 | 三振 | 四死球 | 盗塁 | 失策 |
| ---- | ---- | ---------- | ---- | ---- | ---- | ---- | ---- | ---- | ---- | ------ | ---- | ---- |
| 1    | 右   | 大野木浜市 | 3年  | 10   | 0    | 0    | 0    | 0    | 3    | 1      | 0    | 0    |
| 2    | 三   | 福谷正雄   | 4年  | 9    | 0    | 0    | 0    | 0    | 1    | 1      | 0    | 0    |
| 3    | 投   | 吉田正男   | 5年  | 8    | 0    | 1    | 0    | 0    | 1    | 2      | 0    | 0    |
| 4    | 遊   | 杉浦清     | 5年  | 8    | 0    | 1    | 0    | 2    | 0    | 0      | 2    | 0    |
| 5    | 一   | 田中隆弘   | 4年  | 8    | 0    | 1    | 0    | 0    | 3    | 2      | 0    | 0    |
| 6    | 二   | 神谷春雄   | 3年  | 10   | 0    | 0    | 0    | 0    | 2    | 0      | 0    | 0    |
| 7    | 左   | 岡田篤治   | 3年  | 7    | 0    | 0    | 0    | 0    | 0    | 0      | 0    | 0    |
| 7    | 左   | 前田利春   | 4年  | 2    | 1    | 0    | 0    | 0    | 0    | 1      | 0    | 0    |
| 8    | 捕   | 野口明     | 4年  | 9    | 0    | 3    | 0    | 0    | 0    | 1      | 0    | 0    |
| 9    | 中   | 鬼頭数雄   | 4年  | 8    | 0    | 1    | 0    | 2    | 0    | 0      | 0    | 0    |
| 計   | 計   | 計         | 計   | 79   | 1    | 7    | 0    | 4    | 10   | 8      | 2    | 0    |

- 選手交代
  - 左：岡田-前田（20回表）
- 暴投：吉田（14回表）
- 捕逸：野口（1回表）
- 併殺：0
- 残塁：18

## 試合運営に関して
当時スコアボードは16回までしかなく、17回以降は球場職員が「0」の表示のスコアボードを釘で打ちつけながら継ぎ足していった。さらにそれがなくなるとペンキで書いて継ぎ足した。
当時の延長戦の最長記録は第12回大会における静岡中対前橋中の19回だった。20回を越えた頃に大会本部が選手の健康管理上の問題から「打ち切り再試合」を検討、両校に「試合中断」を打診するも、ともに返ってきたのは「相手が『やめる』といわない限り、うちはやめない」という回答だった。大会本部は「勝負がつかなくても25回で打ち切る」と決定、25回表の明石中の攻撃中に両校に通達した。しかし明石中ナインには知らされていたものの、中京商ナインには、チームの戦略上の狙いがあったのか知らされておらず、杉浦は「そんな事は全然知らなかったね。」吉田は「何回でも投げるつもりでいた。」という。

## ラジオ放送
中継放送は社団法人日本放送協会のラジオ（現在のNHKラジオ第1放送）でおこなわれ、アナウンサーの高野国本が1人で1回から25回までを担当した。途中で他のアナウンサーが交代を申し出るも、本人が「選手ががんばっているのにアナウンサーが止めるわけにはいかない」と語ったという。
「スコアボードのおかしな所に0が出まして、これは押さえる所がなくて人間が1人この0を押さえております。」
「（声をからして）全選手も、アンパイアも全観衆もヘトヘトです 。」
「（試合終了の瞬間）あっ。セーフ、ホームイン、ホームイン。ゲームセット、ゲームセット。、6時3、6時4分。遂に延長25回1アルファ対0。満塁の時の、大野木君のセカンドゴロ、セカンドバックホーム致しましたが、歴史的この大試合、遂に中京勝ったのでございます。1アルファ対0、1アルファ対0。」
当日名古屋でこのラジオ中継を1時間半聞き、その後東海道本線の列車で大阪駅に着いた人が、野球放送を聞いてまだ続いているのかと驚いたという。当時は名古屋から大阪までは3時間ほどかかった。

## 出場選手の証言
明石中の中田は、20回を過ぎた位から疲労がピークに達し、「20回位までは、球も思うように投げられたが、それ以降は手がしびれて感覚がなくなり、勝ち負けよりも早く試合が終わってくれればよいと思った」と振り返った。「25回まで得点を許さなかったのは神様の加護。この記録を作り得たのは無上の光栄」という言葉を残した。
試合を決めた大野木は、9回無死満塁での神谷のピッチャーライナー併殺を三塁コーチとして目の当たりにしており、併殺を嫌って25回裏の打席では「実は三振しようと思っていた」という。事実2ストライクを取られた直後、次の福谷に「おれは三振する。後は任せた。」と告げた。ただ福谷が返事をしなかったため「『それならおれが決めてやろう』という気になった。開き直って思いっ切り振る事だけに集中した。もし福谷が『俺に任せろ』と言っていたら、間違いなく三振していた」という。打った球種は「外角へのボール気味のカーブ」、打った状況は「短く持っていたバットを投げ出すように振った」という。
勝敗が決した際、疲れていたのか、両者ともに実感が湧かなかった選手がいた。後日、中京商・吉田は「とにかく勝ったような気がしなかった」。一方の明石中・横内も同じく「おかしな話だが、次の日も試合があると思っていた。ベンチに引き上げても『負けた』という実感はなかったんだ」と語っている。
後日、中京商の杉浦はこの試合の勝因として中京商の堅い守りを挙げ「25回戦ってエラーがなかった事」と語り、明石中側の選手も、深瀬が「（中京商の）三遊間は抜ける気がしなかった」、横内も「（中京商の吉田に対する）投前犠打は決まったように二封された」と証言している。事実明石中の敗戦はエラーによるもの。また中京商の守備では、記録には表れない好守備（牽制刺殺、犠打封殺など）も随所に見られた。
中京商は長引く延長戦に、負けはもちろん「絶対に引き分けるわけにはいかない」と誓いあっていた。杉浦は後日「明石は中田と楠本という二人のピッチャーがいるが、うちはヨシさん（吉田）一人だから絶対に引き分けに持ち込んだらいかん、といいあっていましたよ」と発言している。

## 両校関係者のその後
当試合の翌日、中京商は平安中と決勝戦を戦い、見事に勝って現在まで史上唯一である前人未到の3連覇の偉業を達成した。
中京商と明石中は、この年の秋に開催された第7回明治神宮競技大会野球競技の決勝で対戦、先発は同じく明石中・中田と中京商・吉田。先攻、後攻も同じ。同じ学校同士の、同年3回目の因縁の対決は大観衆を集め、事前の予測通り接戦となり3x-2で中京商が勝利、決勝打を放ったのはまたも大野木であった。
試合に参加した両校選手のうち、明石中の楠本、中田、松下、中京商の鬼頭、神谷、福谷、加藤、花木の8人は、後に戦死した。
勝利を決めるセカンドゴロを放った大野木浜市が、中京商側の選手の最後の生存者となった（2004年7月5日、肺炎のため88歳で死去）。
両校の参加全選手中、最後の生存者は、明石中の敗戦の原因となる判断ミスをした嘉藤栄吉で、2008年6月28日午前2時35分、前立腺癌のため90歳で死去した。
中京商業のウィニングボールは杉浦が保有していたが、杉浦の没後、1988年2月1日に遺族から母校に寄贈され、今も中京大中京高に保管されている。

## 関連書籍
- 浜野卓也・成瀬数富『いつか見た甲子園―悲運の剛球投手楠本保の生涯』 くもん出版、1992年、ISBN 978-4-87576-234-8
- 朝日新聞社高校野球検定委員会（監修）『高校野球検定公式テキスト』第1刷　朝日新聞出版
- 『甲子園 激闘!「最終回」伝説』洋泉社〈洋泉社MOOK〉、2010年、p.89 ISBN 978-4-86248-578-6